# James Donaldson
James Lee Donaldson III (Heacham; 16 de agosto de 1957) es un exjugador de baloncesto británico - estadounidense, que jugó durante 14 temporadas en la NBA, jugando también en la liga griega, la liga italiana y en la Liga ACB. Con 2,18 metros de estatura, jugaba en la posición de pívot.

## Trayectoria deportiva

### Universidad
Jugó durante 4 temporadas con los Cougars de la Universidad de Washington State, donde consiguió los récords aún vigentes de más tapones en un partido, con 8 ante Gonzaga en 1978, y más tapones en una carrera, con 178.

### Profesional
Fue elegido en la cuarta ronda del Draft de la NBA de 1979, en el puesto total 73, por Seattle Supersonics, pero se va a jugar a la liga italiana. al año siguiente se incorpora a la disciplina de los Sonics, con los que juega tres temporadas, antes de ser traspasado a San Diego Clippers. Al año siguiente es el equipo el que se traslada de ciudad, fijando su residencia en Los Ángeles, y es allí donde consigue encabezar la lista de mejor porcentaje de acierto de la liga, con un 63,7%. En la temporada 1985-86 es de nuevo traspasado, esta vez a Dallas Mavericks, donde jugó 6 temporadas, las más productivas de su carrera. En 1991 es traspasado a los New York Knicks, pero es cortado tras 14 partidos. firma entonces con Utah Jazz, pero solo disputa 6 partidos en el equipo mormón.
Decide entonces regresar a Europa, concretamente al AEL 1964 BC de la liga griega. Al año siguiente firma con Philadelphia 76ers como agente libre, pero no llega a debutar, regresando de nuevo a los Jazz. Al año siguiente firma por el Caja San Fernando de la Liga ACB, y en sus dos últimas temporadas como profesional, rondando ya los 40 años de edad, juega en el Snai Montecatini italiano, el Breogán de Lugo y de nuevo en el Iraklis BC griego.
Tras 14 temporadas en la NBA promedió 8,6 puntos y 7,8 rebotes por partido.